# 樱桃山村
樱桃山村（英語：Cherry Hills Village），是美国科罗拉多州阿拉珀霍县下属的一座城市。建市于1945年7月19日，面积大约为6.278平方英里（16.261平方公里）。根据2010年美国人口普查，该市有人口5,987人。2011年估计该市有人口6,121人，相比2010年人口增长率为2.24%。同时，论人口该市是科罗拉多州第64大城市。

## 教育
櫻桃溪學區營運学校。